# Błagodarnyj
Błagodarnyj, Błagodarny (ros. Благодарный) – miasto w Rosji, w Kraju Stawropolskim, siedziba administracyjna rejonu błagodarnieńskiego. W 2010 roku liczyło ok. 32,7 tys. mieszkańców. Ośrodek przemysłu spożywczego.

## Historia
Wieś Błagodarnoje została założona w 1782 roku. W 1971 roku miejscowość otrzymała prawa miejskie i została przemianowana na Błagodarnyj.